# Fonterra
Die Fonterra Co-operative Group ist ein multinationales Unternehmen der Milchindustrie mit Sitz in Neuseeland und gilt als das größte Unternehmen des Landes. Als Genossenschaft gegründet, ist das Unternehmen heute der als Börse organisierte Vertriebsarm von rund 10.500 neuseeländischen Milchfarmern. Fonterra ist damit ein herausragendes Beispiel für die Konversion von stark politisch motivierten Agrarkooperativen hin zu wettbewerbsorientierten Wirtschaftsunternehmen, die sich weltweit als Reaktion auf die Liberalisierung des Weltagrarmarktes vollzog. Die Gruppe exportiert ihre Produkten mittlerweile in über 100 Ländern der Welt präsent.

## Geschichte
Die Fonterra Co-operative Group wurde am 18. Oktober 2001 durch den Zusammenschluss des NZ Dairy Bord (NZDB), der NZ Dairy Group und der Kiwi Co-operative Dairies gegründet.
Der NZ Dairy Bord bestand seit 1961 und wurde seitens der Regierung installiert, um die seinerzeit rund 100 eigenständigen Molkereien und Käsereien des Landes beim Exportieren ihrer Produkte zu unterstützen. Der NZDB sicherte damit den Farmern ihr Einkommen, hatte faktisch dadurch aber ein Monopol auf den Export von Milchprodukten. Das führte u. a. dazu, dass die Milchwirtschaft nicht in der Lage war eigenständige Marken auf dem Weltmarkt zu etablieren. Die Kiwi Co-operative Dairies, gegründet am 4. September 1908, und die NZ Dairy Group, gegründet am 8. November 1919, entwickelten sich über die Jahre bis 2000 hin zu den größten Unternehmen der Milchindustrie Neuseeland und teilten sich zuletzt 95 % des Marktes untereinander auf. Die restlichen 5 % des Marktes wurden von zwei kleineren Genossenschaften bedient.
Nachdem im März 2000 ein Zusammenschluss der drei Unternehmen noch an den Vorstellungen der Regierung gescheitert war, brachte das Votum von 84 % der von den Unternehmen vertretenen Farmern im Juli 2001 den Zusammenschluss auf den Weg. Mit dem Dairy Industry Restructuring Act 2003 wurde der NZ Dairy Bord schließlich aufgelöst. Seitdem ist die Fonterra Co-operative Group mit Abstand Neuseelands größter Exporteur von Milchprodukten und sicherte sich damit rund 30 % des Weltmarktes in diesem Segment.
Im August 2013 rief das Unternehmen aufgrund einer Verunreinigung mit Clostridium botulinum, welche Botulismus hervorrufen können, ein Molke-Protein-Konzentrat zurück, welches in 900 Tonnen Nahrungsmitteln vor allem in Asien verwendet wurde, unter anderem in Babynahrung. Der Grund dafür war eine schmutzige Leitung, Hinweise auf eine Verunreinigung gab es schon im März 2013, die Behörden wurden aber erst am 2. August informiert. In der Folge geriet Fonterra immer mehr unter Druck, auch von Seiten der neuseeländischen Regierung, die um den Ruf des Landes fürchtete. Die Aktie des Unternehmens wie auch der neuseeländische Dollar verloren daraufhin an Wert. Ende August stellte sich der Rückruf als Fehlalarm heraus. In weiteren Tests fand sich nur das ungefährliche Bakterium Clostridium sporogenes, welches keinen Botulismus verursachen kann. Trotzdem verklagte das französische Unternehmen Danone Fonterra 2014, da ihm nach eigenen Angaben durch den Vertrauensverlust ein Schaden von 350 Millionen Euro entstanden sein soll. Ein Schiedsgericht sprach Danone daraufhin Schadensersatz in Höhe von 105 Millionen Euro zu.

## Geschäftsfelder
Das Unternehmen ist in vier Geschäftsfelder aufgeteilt.
Für den Consumermarkt:
- ANZ – Australien und Neuseeland – 4,36 Mrd. NZ$ Umsatz
- ASIA/AME – Asien und Nordamerika – 1,687 Mrd. NZ$
- LATAM – Lateinamerika – 0,83 Mrd. NZ$

Für den Markt der Weiterverarbeitung:
- Standards & Premium Ingredients – Milchinhaltsstoffe – 2,994 Mrd. NZ$

Stand: September 2011

## Shareholder
- Hawkes Bay Dairies (2002) Limited, Palmerston North, 1.000.000 Anteile
- Ellis-Lea Farms (2000) Limited, Ashburton, 950.000 Anteile
- Plantation Road Dairies Limited, Putāruru, 908.960 Anteile
- Epic Agriculture Limited, Otorohanga, 880.000 Anteile
- Delos Farm Limited, Timaru, 839.256 Anteile
- Pullington Investments Pty Ltd., Ashburton, und
- Kaiwarua – Earling Limited, Timaru, zusammen 793.177 Anteile
- Klonedyke Dairy's Limited, Christchurch, 764.888 Anteile
- Landcorp Farming Limited, Wellington, 763.600 Anteile
- Moffitt Dairy Limited, Timaru, 762.596 Anteile
- weitere 904.650 Anteile werden von Privatpersonen aus Twizel gehalten.

Stand November 2011